# ヤマハ・KK-1
ヤマハ・KK-I（ケイケイ・ワン）は、ヤマハが開発・発売したエレクトリックギターである。日本のロックバンドであるFENCE OF DEFENSEのギタリスト、北島健二モデルである。

## 概要
- 1987年にプロトタイプが登場（シングル「FREAKS」のジャケットに登場）
- 初めて持ったエレキギターがギブソン・SGで、太いネックに慣れてしまった為、通常のギターに比べネックが太い。

（ヤマハオフィシャルサイト・ヤマハART：アーティストリレーション：インタビューより(現在は無し））
- 製作工程でボディ、ピックアップからワイヤリングに至るまで本人が図面を書き、デザインしていた。
- 1990年にチェリーレッドが市販されたが、現在は生産終了し、販売されていない。
- チェリーレッドの他に、ワインレッド、ブルー（デタッチャブル）、ブラウンサンバースト（セットネック）のプロトタイプがあった。
- プロトタイプの開発時、KK-1のシステムを組み込んだストラトタイプの別モデルOVS（オールドバイオリンサンバースト）カラーも制作された。（「NIGHTLESS GIRL」のPVやコンサートでも使用されている。）

## 本体構成

### コンセプト
太く、豊かに鳴り響く極上のハムバッカー・サウンド。
- デザイン：ポイントは下半身の強さ。曲線で全体を包ながら、ギターのウエストを高い位置におき、弦振動を受け止める下の部分を大きくした。コントロール系は一段下がった面にレイアウトしている（演奏中間違ってコントロールノブに手が触れるのを防ぐプロ・モデルならではの配慮）。
- サウンド：目指したのは、シマリのある音。最新（発売当時）のアッセンブリーを使う事で、洗練された鮮やかさと、ヴィンテージなニュアンスをうまくバランスさせた。特にリアハムバッカーは力強くて、歪みをかけると独特な”重々しさ”を持ったサウンドを表現出来る。クリーントーンがほしい時はフロントハムバッカーのボリュームを落として使用する。[1]。

### 市販モデル

#### YAMAHA KK-1　CHR（チェリーレッド）
- ボディ：メイプル（トップ）+マホガニー（バック）
- ネック：メイプル（セットインネック、ボディー同色塗装）
- フィンガーボード：エボニー22F（350R）
- スケール：628mm
- ブリッジ：Rockin'Magic-ProⅡ
- ピックアップ：YGH-A16BT（フロント）・YGH-A18BT（リア）
- コントロール：フロントPUボリューム・リアPUボリューム・マスタートーン（Bi-Sound SW）・3PUセレクターSW
- ハードウェア：ゴールド
- フィニッシュ：CHR（チェリーレッド）
- 発売当時価格：￥170,000（現在は生産終了し、販売されていない。）

### プロトタイプモデル
KK-1のプロトタイプは全てボディー材のラミネート割合やその他の仕様が異なる。

#### KK-1 プロトタイプ最終型　WR（ワインレッド）
プロトタイプ中最も市販モデルに近いルックス。
- ボディ：フィギュアドメイプル（トップ）+マホガニー（バック）
- ネック：メイプル（セットインネック）
- フィンガーボード：エボニー22F（350R）
- スケール：628mm
- ブリッジ：Floyd Rose ORIGINAL
- ピックアップ：YGH-A16BT（フロント）・YGH-A18BT（リア）
- コントロール：フロントPUボリューム・リアPUボリューム・マスタートーン（Bi-Sound SW）・3PUセレクターSW
- ハードウェア：ゴールド
- フィニッシュ：WR（ワインレッド）

#### KK-1 プロトタイプ　OVS（オールドバイオリンサンバースト）
- ボディ：メイプル（トップ）+マホガニー（バック）
- ネック：メイプル（セットインネック）
- フィンガーボード：エボニー22F（350R）
- スケール：628mm
- ブリッジ：Floyd Rose ORIGINAL
- ピックアップ：不明（フロント）・不明（リア）
- コントロール：フロントPUボリューム・リアPUボリューム・マスタートーン（Bi-Sound SW）・3PUセレクターSW
- ハードウェア：ブラック
- フィニッシュ：OVS（オールドバイオリンサンバースト）

#### KK-1 プロトタイプ　TLB（トランスルーセントブルー）
ボルトオンネックのKK-1　3PUセレクターSWが市販モデルと反対側（ストラップピン側）に装着されている。
- ボディ：
- ネック：メイプル（ボルトオンネック）
- フィンガーボード：エボニー22F（350R）
- スケール：628mm
- ブリッジ：Floyd Rose ORIGINAL
- ピックアップ：
- コントロール：フロントPUボリューム・リアPUボリューム・マスタートーン（Bi-Sound SW）・3PUセレクターSW
- ハードウェア：ブラック
- フィニッシュ：TLB（トランスルーセントブルー）

#### KK-1 プロトタイプ　CHR（チェリーレッド）
3PUセレクターSWが市販モデルと反対側（ストラップピン側）に装着されている。（FENCE OF DEFENSEシングル「FREAKS」のジャケットに登場）
- ボディ：
- ネック：メイプル
- フィンガーボード：エボニー22F（350R）
- スケール：628mm
- ブリッジ：Floyd Rose ORIGINAL
- ピックアップ：
- コントロール：フロントPUボリューム・リアPUボリューム・マスタートーン（Bi-Sound SW）・3PUセレクターSW
- ハードウェア：ブラック
- フィニッシュ：CHR（チェリーレッド）

### 北島健二KK-1仕様変更（改造）モデル
- KK-1 市販モデル　CHR（チェリーレッド）：アーム以外のハードウェアをゴールドからブラックへ変更されている。またストラップピンを角の裏から先端に移動している。（「最後の想い」のPVで使用）

- KK-1 プロトタイプ最終型　WR（ワインレッド）：フロントとリアのハムバッカーをエスカッションごと取り外し、フロントシングルPU×1、リアシングルPU×1をハムバッカー用ザクリに斜め取り付け（ストラトキャスターのリアPUの様な取り付け）をしている。（スペースシャワーTVの番組でギター雑誌「GIGS」との連動番組内、ギター教室コーナーで北島健二がゲスト出演した際使用）

- KK-1 プロトタイプ　OVS（オールドバイオリンサンバースト）：ハードウェアをブラックからゴールドへ変更されている。（「TIME」で夜のヒットスタジオR＆N出演時に使用）